# Mistrzostwa Świata w Piłce Siatkowej Mężczyzn 1982
X Mistrzostwa Świata w Piłce Siatkowej Mężczyzn 1982 odbyły się w Buenos Aires (Argentyna). Trwały od 2 do 15 października 1982 roku.
W turnieju zadebiutowały reprezentacje Australii, Chile, Iraku i Libii.

## Drużyny uczestniczące
| Grupa A                          | Grupa B                               | Grupa C                     | Grupa D                       | Grupa E                                  | Grupa F                            |
| -------------------------------- | ------------------------------------- | --------------------------- | ----------------------------- | ---------------------------------------- | ---------------------------------- |
| Argentyna Japonia Meksyk Tunezja | Bułgaria Chile ZSRR Stany Zjednoczone | Australia Kanada NRD Włochy | Kuba Polska Rumunia Wenezuela | Chiny Finlandia Francja Korea Południowa | Czechosłowacja Brazylia Irak Libia |

## Pierwsza faza grupowa

### Grupa A
Buenos Aires
Wyniki
| Data  | Drużyna 1 | Wynik | Drużyna 2 | 1     | 2     | 3     | 4     | 5    | * |
| ----- | --------- | ----- | --------- | ----- | ----- | ----- | ----- | ---- | - |
| 02.10 | Japonia   | 3:0   | Meksyk    | 15:11 | 15:8  | 15:9  |       |      |   |
| 02.10 | Argentyna | 3:0   | Tunezja   | 15:2  | 15:4  | 15:0  |       |      |   |
| 03.10 | Japonia   | 3:0   | Tunezja   | 15:8  | 15:5  | 15:4  |       |      |   |
| 03.10 | Argentyna | 3:1   | Meksyk    | 16:14 | 13:15 | 15:3  | 19:17 |      |   |
| 04.10 | Meksyk    | 3:2   | Tunezja   | 13:15 | 11:15 | 15:9  | 15:9  | 15:7 |   |
| 04.10 | Japonia   | 3:1   | Argentyna | 10:15 | 17:15 | 15:11 | 15:11 |      |   |

Źródło: the-sports.org
Punktacja: 3:0 i 3:1 – 3 pkt; 3:2 – 2 pkt; 2:3 – 1 pkt; 1:3 i 0:3 – 0 pkt
Tabela
| Lp. | Drużyna   | Pkt | Mecze | Mecze | Mecze | Sety | Sety | Sety  |
| Lp. | Drużyna   | Pkt | M     | W     | P     | wyg. | prz. | ratio |
| --- | --------- | --- | ----- | ----- | ----- | ---- | ---- | ----- |
| 1   | Japonia   | 6   | 3     | 3     | 0     | 9    | 1    | 9.000 |
| 2   | Argentyna | 5   | 3     | 2     | 1     | 7    | 4    | 1.750 |
| 3   | Meksyk    | 4   | 3     | 1     | 2     | 4    | 8    | 0.500 |
| 4   | Tunezja   | 3   | 3     | 0     | 3     | 1    | 9    | 0.111 |

Źródło: 
Punktacja: zwycięstwo – 2 pkt; porażka – 1 pkt

### Grupa B
Catamarca
Wyniki
| Data  | Drużyna 1         | Wynik | Drużyna 2         | 1     | 2     | 3     | 4     | 5     | * |
| ----- | ----------------- | ----- | ----------------- | ----- | ----- | ----- | ----- | ----- | - |
| 02.10 | ZSRR              | 3:0   | Chile             | 15:0  | 15:4  | 15:8  |       |       |   |
| 02.10 | Bułgaria          | 3:2   | Stany Zjednoczone | 13:15 | 15:6  | 12:15 | 15:11 | 16:14 |   |
| 03.10 | Bułgaria          | 3:0   | Chile             | 15:5  | 15:5  | 15:3  |       |       |   |
| 03.10 | ZSRR              | 3:0   | Stany Zjednoczone | 15:11 | 15:12 | 16:14 |       |       |   |
| 04.10 | ZSRR              | 3:0   | Bułgaria          | 15:7  | 15:5  | 15:13 |       |       |   |
| 04.10 | Stany Zjednoczone | 3:0   | Chile             | 15:1  | 15:1  | 15:5  |       |       |   |

Tabela
| Lp. | Drużyna           | Pkt | Mecze | Mecze | Mecze | Sety | Sety | Sety  |
| Lp. | Drużyna           | Pkt | M     | W     | P     | wyg. | prz. | ratio |
| --- | ----------------- | --- | ----- | ----- | ----- | ---- | ---- | ----- |
| 1   | ZSRR              | 6   | 3     | 3     | 0     | 9    | 0    | MAX   |
| 2   | Bułgaria          | 5   | 3     | 2     | 1     | 6    | 5    | 1.200 |
| 3   | Stany Zjednoczone | 4   | 3     | 1     | 2     | 5    | 6    | 0.833 |
| 4   | Chile             | 3   | 3     | 0     | 3     | 0    | 9    | 0.000 |

Źródło: the-sports.org
Punktacja: zwycięstwo – 2 pkt; porażka – 1 pkt

### Grupa C
Rosario
Wyniki
| Data  | Drużyna 1 | Wynik | Drużyna 2 | 1     | 2     | 3     | 4     | 5    | * |
| ----- | --------- | ----- | --------- | ----- | ----- | ----- | ----- | ---- | - |
| 01.10 | Włochy    | 3:0   | Australia | 15:1  | 15:1  | 15:8  |       |      |   |
| 01.10 | Kanada    | 3:0   | NRD       | 15:12 | 15:6  | 15:10 |       |      |   |
| 02.10 | NRD       | 3:0   | Australia | 15:5  | 15:6  | 15:5  |       |      |   |
| 02.10 | Włochy    | 3:2   | Kanada    | 15:5  | 9:15  | 15:5  | 13:15 | 15:8 |   |
| 03.10 | Kanada    | 3:0   | Australia | 15:1  | 15:10 | 15:9  |       |      |   |
| 03.10 | NRD       | 3:0   | Włochy    | 16:14 | 15:6  | 15:8  |       |      |   |

Tabela
| Lp. | Drużyna   | Pkt | Mecze | Mecze | Mecze | Sety | Sety | Sety  |
| Lp. | Drużyna   | Pkt | M     | W     | P     | wyg. | prz. | ratio |
| --- | --------- | --- | ----- | ----- | ----- | ---- | ---- | ----- |
| 1   | Kanada    | 5   | 3     | 2     | 1     | 8    | 3    | 2.667 |
| 2   | NRD       | 5   | 3     | 2     | 1     | 6    | 3    | 2.000 |
| 3   | Włochy    | 5   | 3     | 2     | 1     | 6    | 5    | 1.200 |
| 4   | Australia | 3   | 3     | 0     | 3     | 0    | 9    | 0.000 |

Źródło: the-sports.org
Punktacja: zwycięstwo – 2 pkt; porażka – 1 pkt

### Grupa D
Buenos Aires
Wyniki
| Data  | Drużyna 1 | Wynik | Drużyna 2 | 1     | 2     | 3     | 4     | 5 | * |
| ----- | --------- | ----- | --------- | ----- | ----- | ----- | ----- | - | - |
| 02.10 | Kuba      | 3:0   | Wenezuela | 15:5  | 15:3  | 15:4  |       |   |   |
| 02.10 | Polska    | 3:0   | Rumunia   | 15:6  | 15:10 | 15:6  |       |   |   |
| 03.10 | Polska    | 3:0   | Wenezuela | 15:2  | 15:5  | 15:1  |       |   |   |
| 03.10 | Kuba      | 3:0   | Rumunia   | 15:6  | 15:11 | 15:7  |       |   |   |
| 04.10 | Rumunia   | 3:1   | Wenezuela | 15:13 | 15:9  | 15:17 | 15:9  |   |   |
| 04.10 | Polska    | 3:1   | Kuba      | 9:15  | 15:10 | 15:5  | 15:10 |   |   |

Tabela
| Lp. | Drużyna   | Pkt | Mecze | Mecze | Mecze | Sety | Sety | Sety  |
| Lp. | Drużyna   | Pkt | M     | W     | P     | wyg. | prz. | ratio |
| --- | --------- | --- | ----- | ----- | ----- | ---- | ---- | ----- |
| 1   | Polska    | 6   | 3     | 3     | 0     | 9    | 1    | 9.000 |
| 2   | Kuba      | 5   | 3     | 2     | 1     | 7    | 3    | 2.333 |
| 3   | Rumunia   | 4   | 3     | 1     | 2     | 3    | 7    | 0.429 |
| 4   | Wenezuela | 3   | 3     | 0     | 3     | 1    | 9    | 0.111 |

Źródło: the-sports.org
Punktacja: zwycięstwo – 2 pkt; porażka – 1 pkt

### Grupa E
Buenos Aires
Wyniki
| Data  | Drużyna 1        | Wynik | Drużyna 2        | 1     | 2     | 3     | 4     | 5     | * |
| ----- | ---------------- | ----- | ---------------- | ----- | ----- | ----- | ----- | ----- | - |
| 01.10 | Chiny            | 3:0   | Francja          | 15:10 | 15:5  | 17:15 |       |       |   |
| 01.10 | Korea Południowa | 3:1   | Finlandia        | 16:14 | 15:12 | 14:16 | 15:11 |       |   |
| 02.10 | Korea Południowa | 3:0   | Francja          | 16:14 | 15:12 | 15:11 |       |       |   |
| 02.10 | Chiny            | 3:0   | Finlandia        | 15:12 | 15:5  | 15:9  |       |       |   |
| 03.10 | Francja          | 3:2   | Finlandia        | 3:15  | 15:11 | 15:9  | 11:15 | 16:14 |   |
| 03.10 | Chiny            | 3:0   | Korea Południowa | 15:12 | 15:6  | 15:4  |       |       |   |

Tabela
| Lp. | Drużyna          | Pkt | Mecze | Mecze | Mecze | Sety | Sety | Sety  |
| Lp. | Drużyna          | Pkt | M     | W     | P     | wyg. | prz. | ratio |
| --- | ---------------- | --- | ----- | ----- | ----- | ---- | ---- | ----- |
| 1   | Chiny            | 6   | 3     | 3     | 0     | 9    | 0    | MAX   |
| 2   | Korea Południowa | 5   | 3     | 2     | 1     | 6    | 4    | 1.500 |
| 3   | Francja          | 4   | 3     | 1     | 2     | 3    | 8    | 0.375 |
| 4   | Finlandia        | 3   | 3     | 0     | 3     | 3    | 9    | 0.333 |

Źródło: the-sports.org
Punktacja: zwycięstwo – 2 pkt; porażka – 1 pkt

### Grupa F
Mendoza
Wyniki
| Data  | Drużyna 1      | Wynik | Drużyna 2 | 1     | 2     | 3     | 4     | 5     | * |
| ----- | -------------- | ----- | --------- | ----- | ----- | ----- | ----- | ----- | - |
| 02.10 | Czechosłowacja | 3:0   | Irak      | 15:6  | 15:7  | 15:3  |       |       |   |
| 02.10 | Brazylia       | 3:0   | Libia     | 15:3  | 15:5  | 15:6  |       |       |   |
| 03.10 | Czechosłowacja | 3:0   | Libia     | 15:6  | 15:3  | 15:7  |       |       |   |
| 03.10 | Brazylia       | 3:0   | Irak      | 15:1  | 15:0  | 15:0  |       |       |   |
| 04.10 | Irak           | 3:2   | Libia     | 9:15  | 15:12 | 10:15 | 15:11 | 15:13 |   |
| 04.10 | Czechosłowacja | 3:1   | Brazylia  | 15:12 | 16:14 | 11:15 | 15:8  |       |   |

Tabela
| Lp. | Drużyna        | Pkt | Mecze | Mecze | Mecze | Sety | Sety | Sety  |
| Lp. | Drużyna        | Pkt | M     | W     | P     | wyg. | prz. | ratio |
| --- | -------------- | --- | ----- | ----- | ----- | ---- | ---- | ----- |
| 1   | Czechosłowacja | 6   | 3     | 3     | 0     | 9    | 1    | 9.000 |
| 2   | Brazylia       | 5   | 3     | 2     | 1     | 7    | 3    | 2.333 |
| 3   | Irak           | 4   | 3     | 1     | 2     | 3    | 8    | 0.375 |
| 4   | Libia          | 3   | 3     | 0     | 3     | 2    | 9    | 0.222 |

Źródło: the-sports.org
Punktacja: zwycięstwo – 2 pkt; porażka – 1 pkt

## Mecze o miejsca 1-12.

### Grupa G
Rosario
Wyniki
| Data  | Drużyna 1        | Wynik | Drużyna 2        | 1     | 2     | 3     | 4     | 5     | * |
| ----- | ---------------- | ----- | ---------------- | ----- | ----- | ----- | ----- | ----- | - |
| 07.10 | Kanada           | 3:1   | Japonia          | 14:16 | 15:7  | 15:11 | 18:16 |       |   |
| 07.10 | Chiny            | 3:0   | NRD              | 15:9  | 15:12 | 15:8  |       |       |   |
| 07.10 | Argentyna        | 3:2   | Korea Południowa | 10:15 | 15:12 | 15:7  | 12:15 | 15:8  |   |
| 08.10 | Korea Południowa | 3:0   | NRD              | 15:11 | 15:12 | 15:9  |       |       |   |
| 08.10 | Argentyna        | 3:2   | Kanada           | 16:14 | 15:5  | 12:15 | 5:15  | 15:9  |   |
| 08.10 | Japonia          | 3:2   | Chiny            | 4:15  | 15:6  | 15:6  | 4:15  | 15:11 |   |
| 10.10 | Chiny            | 3:0   | Kanada           | 15:1  | 17:15 | 15:3  |       |       |   |
| 10.10 | Japonia          | 3:0   | Korea Południowa | 15:6  | 15:11 | 15:5  |       |       |   |
| 10.10 | Argentyna        | 3:2   | NRD              | 7:15  | 15:7  | 8:15  | 16:14 | 15:8  |   |
| 11.10 | Korea Południowa | 3:0   | Kanada           | 17:15 | 15:8  | 15:13 |       |       |   |
| 11.10 | Japonia          | 3:0   | NRD              | 17:15 | 15:11 | 15:3  |       |       |   |
| 11.10 | Argentyna        | 3:0   | Chiny            | 15:10 | 15:11 | 15:10 |       |       |   |

Tabela
| Lp. | Drużyna          | Pkt | Mecze | Mecze | Mecze | Sety | Sety | Sety  |
| Lp. | Drużyna          | Pkt | M     | W     | P     | wyg. | prz. | ratio |
| --- | ---------------- | --- | ----- | ----- | ----- | ---- | ---- | ----- |
| 1   | Japonia          | 9   | 5     | 4     | 1     | 13   | 6    | 2.167 |
| 2   | Argentyna        | 9   | 5     | 4     | 1     | 13   | 9    | 1.444 |
| 3   | Chiny            | 8   | 5     | 3     | 2     | 11   | 6    | 1.833 |
| 4   | Korea Południowa | 7   | 5     | 2     | 3     | 8    | 9    | 0.889 |
| 5   | Kanada           | 7   | 5     | 2     | 3     | 8    | 10   | 0.800 |
| 6   | NRD              | 5   | 5     | 0     | 5     | 2    | 15   | 0.133 |

Źródło: the-sports.org
Punktacja: zwycięstwo – 2 pkt; porażka – 1 pkt
     awans do grupy finałowej

### Grupa H
Buenos Aires
Wyniki
| Data  | Drużyna 1 | Wynik | Drużyna 2      | 1     | 2     | 3     | 4     | 5     | * |
| ----- | --------- | ----- | -------------- | ----- | ----- | ----- | ----- | ----- | - |
| 07.10 | Bułgaria  | 3:2   | Czechosłowacja | 13:15 | 12:15 | 15:6  | 15:12 | 15:9  |   |
| 07.10 | Brazylia  | 3:0   | Polska         | 15:11 | 15:3  | 15:10 |       |       |   |
| 07.10 | ZSRR      | 3:0   | Kuba           | 15:12 | 15:3  | 15:6  |       |       |   |
| 08.10 | Bułgaria  | 3:0   | Polska         | 15:10 | 15:13 | 15:4  |       |       |   |
| 08.10 | Brazylia  | 3:0   | Kuba           | 15:9  | 15:12 | 15:13 |       |       |   |
| 08.10 | ZSRR      | 3:1   | Czechosłowacja | 10:15 | 15:12 | 15:6  | 15:4  |       |   |
| 10.10 | Kuba      | 3:2   | Czechosłowacja | 14:16 | 17:15 | 7:15  | 15:9  | 15:12 |   |
| 10.10 | Brazylia  | 3:1   | Bułgaria       | 13:15 | 15:6  | 15:7  | 15:10 |       |   |
| 10.10 | ZSRR      | 3:1   | Polska         | 15:9  | 11:15 | 15:9  | 15:2  |       |   |
| 11.10 | Kuba      | 3:2   | Bułgaria       | 12:15 | 15:9  | 11:15 | 15:12 | 15:9  |   |
| 11.10 | ZSRR      | 3:0   | Brazylia       | 15:7  | 15:7  | 15:6  |       |       |   |
| 11.10 | Polska    | 3:0   | Czechosłowacja | 15:8  | 15:5  | 18:16 |       |       |   |

Tabela
| Lp. | Drużyna        | Pkt | Mecze | Mecze | Mecze | Sety | Sety | Sety  |
| Lp. | Drużyna        | Pkt | M     | W     | P     | wyg. | prz. | ratio |
| --- | -------------- | --- | ----- | ----- | ----- | ---- | ---- | ----- |
| 1   | ZSRR           | 10  | 5     | 5     | 0     | 15   | 2    | 7.500 |
| 2   | Brazylia       | 8   | 5     | 3     | 2     | 10   | 7    | 1.429 |
| 3   | Bułgaria       | 7   | 5     | 2     | 3     | 9    | 11   | 0.818 |
| 4   | Polska         | 7   | 5     | 2     | 3     | 7    | 10   | 0.700 |
| 5   | Kuba           | 7   | 5     | 2     | 3     | 7    | 13   | 0.538 |
| 6   | Czechosłowacja | 6   | 5     | 1     | 4     | 8    | 13   | 0.615 |

Źródło: the-sports.org
Punktacja: zwycięstwo – 2 pkt; porażka – 1 pkt
     awans do grupy finałowej

## Mecze o miejsca 13-24.

### Grupa I
Mendoza
Wyniki
| Data  | Drużyna 1 | Wynik | Drużyna 2 | 1     | 2     | 3     | 4     | 5     | * |
| ----- | --------- | ----- | --------- | ----- | ----- | ----- | ----- | ----- | - |
| 07.10 | Włochy    | 3:0   | Finlandia | 15:13 | 15:10 | 15:11 |       |       |   |
| 07.10 | Meksyk    | 3:0   | Australia | 15:6  | 15:9  | 15:4  |       |       |   |
| 07.10 | Francja   | 3:0   | Tunezja   | 15:4  | 15:1  | 15:2  |       |       |   |
| 08.10 | Francja   | 3:2   | Meksyk    | 11:15 | 15:13 | 10:15 | 15:12 | 15:11 |   |
| 08.10 | Finlandia | 3:0   | Australia | 15:7  | 15:9  | 15:6  |       |       |   |
| 08.10 | Włochy    | 3:0   | Tunezja   | 15:3  | 15:2  | 15:5  |       |       |   |
| 10.10 | Włochy    | 3:1   | Francja   | 10:15 | 15:13 | 15:6  | 15:6  |       |   |
| 10.10 | Meksyk    | 3:2   | Finlandia | 16:14 | 8:15  | 17:15 | 11:15 | 17:15 |   |
| 10.10 | Tunezja   | 3:0   | Australia | 15:13 | 15:13 | 15:10 |       |       |   |
| 11.10 | Finlandia | 3:0   | Tunezja   | 15:7  | 15:9  | 15:13 |       |       |   |
| 11.10 | Włochy    | 3:0   | Meksyk    | 15:2  | 15:10 | 15:8  |       |       |   |
| 11.10 | Francja   | 3:0   | Australia | 15:10 | 15:8  | 15:6  |       |       |   |

Tabela
| Lp. | Drużyna   | Pkt | Mecze | Mecze | Mecze | Sety | Sety | Sety   |
| Lp. | Drużyna   | Pkt | M     | W     | P     | wyg. | prz. | ratio  |
| --- | --------- | --- | ----- | ----- | ----- | ---- | ---- | ------ |
| 1   | Włochy    | 10  | 5     | 5     | 0     | 15   | 1    | 15.000 |
| 2   | Francja   | 9   | 5     | 4     | 1     | 13   | 7    | 1.857  |
| 3   | Meksyk    | 8   | 5     | 3     | 2     | 11   | 10   | 1.100  |
| 4   | Finlandia | 7   | 5     | 2     | 3     | 10   | 9    | 1.111  |
| 5   | Tunezja   | 6   | 5     | 1     | 4     | 5    | 12   | 0.417  |
| 6   | Australia | 5   | 5     | 0     | 5     | 0    | 15   | 0.000  |

Źródło: the-sports.org
Punktacja: zwycięstwo – 2 pkt; porażka – 1 pkt

### Grupa J
Catamarca
Wyniki
| Data  | Drużyna 1         | Wynik | Drużyna 2 | 1     | 2     | 3     | 4     | 5     | * |
| ----- | ----------------- | ----- | --------- | ----- | ----- | ----- | ----- | ----- | - |
| 07.10 | Wenezuela         | 3:1   | Irak      | 15:4  | 15:5  | 11:15 | 15:3  |       |   |
| 07.10 | Rumunia           | 3:0   | Chile     | 15:5  | 15:4  | 15:3  |       |       |   |
| 07.10 | Stany Zjednoczone | 3:0   | Libia     | 15:7  | 15:1  | 15:3  |       |       |   |
| 08.10 | Rumunia           | 3:0   | Irak      | 15:8  | 15:3  | 15:2  |       |       |   |
| 08.10 | Stany Zjednoczone | 3:0   | Wenezuela | 15:2  | 15:4  | 15:8  |       |       |   |
| 08.10 | Chile             | 3:0   | Libia     | 15:10 | 15:12 | 15:8  |       |       |   |
| 10.10 | Stany Zjednoczone | 3:0   | Irak      | 15:6  | 15:9  | 15:9  |       |       |   |
| 10.10 | Wenezuela         | 3:2   | Chile     | 15:8  | 16:18 | 15:8  | 13:15 | 15:10 |   |
| 10.10 | Rumunia           | 3:0   | Libia     | 15:5  | 15:4  | 15:1  |       |       |   |
| 11.10 | Wenezuela         | 3:0   | Libia     | 15:10 | 15:8  | 15:9  |       |       |   |
| 11.10 | Irak              | 3:0   | Chile     | 15:12 | 15:6  | 15:8  |       |       |   |
| 11.10 | Stany Zjednoczone | 3:1   | Rumunia   | 15:11 | 13:15 | 15:11 | 15:10 |       |   |

Tabela
| Lp. | Drużyna           | Pkt | Mecze | Mecze | Mecze | Sety | Sety | Sety   |
| Lp. | Drużyna           | Pkt | M     | W     | P     | wyg. | prz. | ratio  |
| --- | ----------------- | --- | ----- | ----- | ----- | ---- | ---- | ------ |
| 1   | Stany Zjednoczone | 10  | 5     | 5     | 0     | 15   | 1    | 15.000 |
| 2   | Rumunia           | 9   | 5     | 4     | 1     | 13   | 4    | 3.250  |
| 3   | Wenezuela         | 8   | 5     | 3     | 2     | 10   | 9    | 1.111  |
| 4   | Irak              | 8   | 5     | 3     | 2     | 7    | 11   | 0.636  |
| 5   | Chile             | 6   | 5     | 1     | 4     | 5    | 12   | 0.417  |
| 6   | Libia             | 5   | 5     | 0     | 5     | 2    | 15   | 0.133  |

Źródło: the-sports.org
Punktacja: zwycięstwo – 2 pkt; porażka – 1 pkt

## Faza finałowa

### Mecze o miejsca 21-24.
Buenos Aires
| Data  | Drużyna 1 | Wynik | Drużyna 2 | 1     | 2     | 3    | 4    | 5 | * |
| ----- | --------- | ----- | --------- | ----- | ----- | ---- | ---- | - | - |
| 14.10 | Australia | 3:1   | Chile     | 13:15 | 15:10 | 15:3 | 15:2 |   |   |
| 14.10 | Tunezja   | 3:1   | Libia     | 15:11 | 14:16 | 15:8 | 15:8 |   |   |

Mecz o 21. miejsce
| Data  | Drużyna 1 | Wynik | Drużyna 2 | 1     | 2     | 3    | 4    | 5 | * |
| ----- | --------- | ----- | --------- | ----- | ----- | ---- | ---- | - | - |
| 15.10 | Australia | 1:3   | Tunezja   | 15:12 | 12:15 | 4:15 | 4:15 |   |   |

Mecz o 23. miejsce
| Data  | Drużyna 1 | Wynik | Drużyna 2 | 1    | 2    | 3    | 4    | 5 | * |
| ----- | --------- | ----- | --------- | ---- | ---- | ---- | ---- | - | - |
| 15.10 | Chile     | 3:1   | Libia     | 7:15 | 15:8 | 15:9 | 15:1 |   |   |

### Mecze o miejsca 17-20.
Rosario
| Data  | Drużyna 1 | Wynik | Drużyna 2 | 1     | 2     | 3    | 4     | 5 | * |
| ----- | --------- | ----- | --------- | ----- | ----- | ---- | ----- | - | - |
| 14.10 | Finlandia | 3:1   | Wenezuela | 16:14 | 15:11 | 8:15 | 15:10 |   |   |
| 14.10 | Meksyk    | 3:0   | Irak      | 15:2  | 15:10 | 15:3 |       |   |   |

Mecz o 17. miejsce
| Data  | Drużyna 1 | Wynik | Drużyna 2 | 1    | 2     | 3     | 4 | 5 | * |
| ----- | --------- | ----- | --------- | ---- | ----- | ----- | - | - | - |
| 15.10 | Finlandia | 3:1   | Meksyk    | 15:8 | 15:12 | 16:14 |   |   |   |

Mecz o 19. miejsce
| Data  | Drużyna 1 | Wynik | Drużyna 2 | 1     | 2     | 3     | 4    | 5    | * |
| ----- | --------- | ----- | --------- | ----- | ----- | ----- | ---- | ---- | - |
| 15.10 | Wenezuela | 3:2   | Irak      | 15:10 | 11:15 | 11:15 | 15:3 | 15:8 |   |

### Mecze o miejsca 13-16.
Catamarca
| Data  | Drużyna 1         | Wynik | Drużyna 2 | 1     | 2    | 3     | 4     | 5     | * |
| ----- | ----------------- | ----- | --------- | ----- | ---- | ----- | ----- | ----- | - |
| 14.10 | Stany Zjednoczone | 3:0   | Francja   | 15:6  | 15:4 | 15:11 |       |       |   |
| 14.10 | Włochy            | 3:2   | Rumunia   | 15:13 | 15:9 | 4:15  | 10:15 | 18:16 |   |

Mecz o 13. miejsce
| Data  | Drużyna 1         | Wynik | Drużyna 2 | 1     | 2    | 3    | 4 | 5 | * |
| ----- | ----------------- | ----- | --------- | ----- | ---- | ---- | - | - | - |
| 15.10 | Stany Zjednoczone | 3:0   | Włochy    | 15:10 | 15:5 | 15:6 |   |   |   |

Mecz o 15. miejsce
| Data  | Drużyna 1 | Wynik | Drużyna 2 | 1     | 2     | 3     | 4     | 5     | * |
| ----- | --------- | ----- | --------- | ----- | ----- | ----- | ----- | ----- | - |
| 15.10 | Rumunia   | 3:2   | Francja   | 15:10 | 13:15 | 13:15 | 16:14 | 15:11 |   |

### Mecze o miejsca 9-12.
Mendoza
| Data  | Drużyna 1      | Wynik | Drużyna 2 | 1     | 2     | 3    | 4 | 5 | * |
| ----- | -------------- | ----- | --------- | ----- | ----- | ---- | - | - | - |
| 14.10 | Czechosłowacja | 3:0   | Kanada    | 16:14 | 16:14 | 15:6 |   |   |   |
| 14.10 | Kuba           | 3:0   | NRD       | 15:3  | 15:4  | 15:8 |   |   |   |

Mecz o 9. miejsce
| Data  | Drużyna 1      | Wynik | Drużyna 2 | 1     | 2    | 3     | 4 | 5 | * |
| ----- | -------------- | ----- | --------- | ----- | ---- | ----- | - | - | - |
| 15.10 | Czechosłowacja | 3:0   | Kuba      | 15:11 | 15:2 | 15:13 |   |   |   |

Mecz o 11. miejsce
| Data  | Drużyna 1 | Wynik | Drużyna 2 | 1    | 2     | 3     | 4    | 5    | * |
| ----- | --------- | ----- | --------- | ---- | ----- | ----- | ---- | ---- | - |
| 15.10 | Kanada    | 3:2   | NRD       | 15:9 | 10:15 | 15:11 | 7:15 | 15:2 |   |

### Mecze o miejsca 5-8.
Rosario
| Data  | Drużyna 1 | Wynik | Drużyna 2        | 1     | 2    | 3    | 4     | 5 | * |
| ----- | --------- | ----- | ---------------- | ----- | ---- | ---- | ----- | - | - |
| 14.10 | Bułgaria  | 3:0   | Korea Południowa | 15:13 | 15:6 | 15:8 |       |   |   |
| 14.10 | Polska    | 3:1   | Chiny            | 10:15 | 15:4 | 15:4 | 15:12 |   |   |

Mecz o 5. miejsce
| Data  | Drużyna 1 | Wynik | Drużyna 2 | 1     | 2     | 3    | 4    | 5 | * |
| ----- | --------- | ----- | --------- | ----- | ----- | ---- | ---- | - | - |
| 15.10 | Bułgaria  | 3:1   | Polska    | 15:10 | 13:15 | 15:6 | 15:7 |   |   |

Mecz o 7. miejsce
| Data  | Drużyna 1 | Wynik | Drużyna 2        | 1    | 2    | 3    | 4 | 5 | * |
| ----- | --------- | ----- | ---------------- | ---- | ---- | ---- | - | - | - |
| 15.10 | Chiny     | 3:0   | Korea Południowa | 15:4 | 15:7 | 15:8 |   |   |   |

### Mecze o miejsca 1-4.
Buenos Aires

#### Półfinał
| Data  | Drużyna 1 | Wynik | Drużyna 2 | 1    | 2     | 3     | 4 | 5 | * |
| ----- | --------- | ----- | --------- | ---- | ----- | ----- | - | - | - |
| 14.10 | ZSRR      | 3:0   | Argentyna | 15:7 | 15:10 | 15:9  |   |   |   |
| 14.10 | Brazylia  | 3:0   | Japonia   | 15:7 | 20:18 | 15:11 |   |   |   |

#### Mecz o 3. miejsce
| Data  | Drużyna 1 | Wynik | Drużyna 2 | 1     | 2     | 3     | 4 | 5 | * |
| ----- | --------- | ----- | --------- | ----- | ----- | ----- | - | - | - |
| 15.10 | Argentyna | 3:0   | Japonia   | 16:14 | 16:14 | 15:11 |   |   |   |

#### Finał
| Data  | Drużyna 1 | Wynik | Drużyna 2 | 1    | 2    | 3    | 4 | 5 | * |
| ----- | --------- | ----- | --------- | ---- | ---- | ---- | - | - | - |
| 15.10 | ZSRR      | 3:0   | Brazylia  | 15:3 | 15:4 | 15:5 |   |   |   |

## Klasyfikacja końcowa
| Miejsce | Reprezentacja     |
| ------- | ----------------- |
| złoto   | ZSRR              |
| srebro  | Brazylia          |
| brąz    | Argentyna         |
| 4.      | Japonia           |
| 5.      | Bułgaria          |
| 6.      | Polska            |
| 7.      | Chiny             |
| 8.      | Korea Południowa  |
| 9.      | Czechosłowacja    |
| 10.     | Kuba              |
| 11.     | Kanada            |
| 12.     | NRD               |
| 13.     | Stany Zjednoczone |
| 14.     | Włochy            |
| 15.     | Rumunia           |
| 16.     | Francja           |
| 17.     | Finlandia         |
| 18.     | Meksyk            |
| 19.     | Wenezuela         |
| 20.     | Irak              |
| 21.     | Tunezja           |
| 22.     | Australia         |
| 23.     | Chile             |
| 24.     | Libia             |